# Esquí de fons als Jocs Olímpics d'hivern de 2006

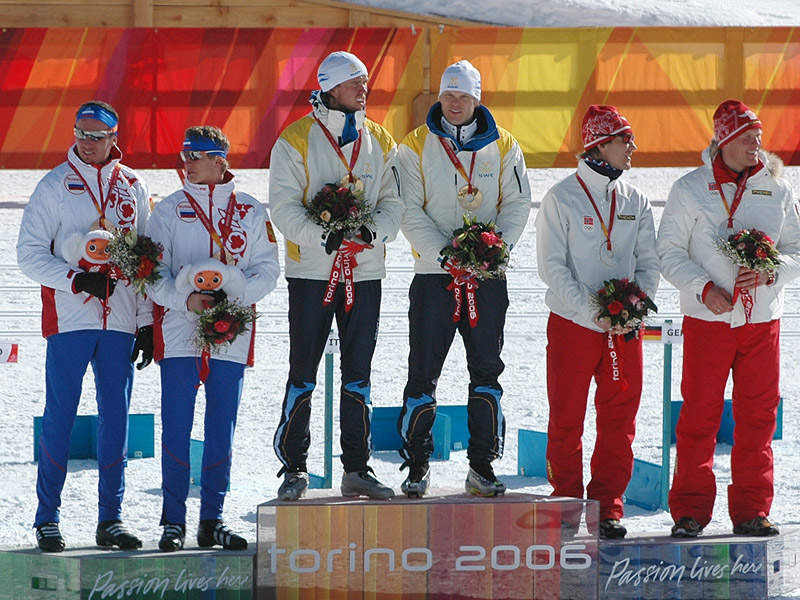
Podi en la categoria d'esprint masculí per equips.

Als Jocs Olímpics d'Hivern de 2006 celebrats a la ciutat de Torí (Itàlia) es disputaren dotze proves d'esquí de fons, sis en categoria masculina i sis més en categoria femenina.
Les proves es realitzaren entre els dies 11 i 26 de febrer de 2006 a les instal·lacions esportives de Pragelato.

## Comitès participants
Hi participaren un total de 307 esquiadors, entre ells 183 homes i 124 dones, de 53 comitès nacionals diferents.
| - Alemanya (11) - Algèria (1) - Andorra (1) - Argentina (2) - Armènia (2) - Austràlia (3) - Àustria (7) - Belarús (7) - Brasil (2) - Bòsnia i Hercegovina (2) - Bulgària (1) - Canadà (12) - Corea del Sud (4) - Costa Rica (1) |  | - Croàcia (4) - Eslovàquia (6) - Eslovènia (5) - Espanya (5) - Estats Units (16) - Estònia (12) - Etiòpia (1) - Finlàndia (13) - França (11) - Grècia (2) - Hongria (2) - Índia (1) - Iran (1) |  | - Irlanda (1) - Itàlia (17) - Japó (9) - Kazakhstan (17) - Kenya (1) - Letònia (4) - Liechtenstein (1) - Lituània (2) - Macedònia del Nord (1) - Moldàvia (2) - Mongòlia (2) - Nepal (1) - Noruega (16) |  | - Polònia (3) - Portugal (1) - Txèquia (11) - Romania (3) - Rússia (18) - Sèrbia i Montenegro (2) - Sud-àfrica (1) - Suècia (15) - Suïssa (9) - Tailàndia (1) - Turquia (3) - Ucraïna (12) - R.P. de la Xina (20) |

## Medaller
| Pos.  | País      | Or | Plata | Bronze | Total |
| 1     | Suècia    | 3  | 0     | 2      | 5     |
| 2     | Estònia   | 3  | 0     | 0      | 3     |
| 3     | Rússia    | 2  | 2     | 3      | 7     |
| 4     | Itàlia    | 2  | 0     | 2      | 4     |
| 5     | Txèquia   | 1  | 2     | 0      | 3     |
| 6     | Canadà    | 1  | 1     | 0      | 2     |
| 7     | Alemanya  | 0  | 3     | 1      | 4     |
| 7     | Noruega   | 0  | 3     | 1      | 4     |
| 9     | França    | 0  | 1     | 0      | 1     |
| 10    | Àustria   | 0  | 0     | 1      | 1     |
| 10    | Finlàndia | 0  | 0     | 1      | 1     |
| 10    | Polònia   | 0  | 0     | 1      | 1     |
| Total | Total     | 12 | 12    | 12     | 36    |

## Medallistes

### Homes
| Prova                      | Or                                                                                | Plata                                                                          | Bronze                                                                      |
| 15 km clàssic Detalls      | Andrus Veerpalu                                                                   | Lukáš Bauer                                                                    | Tobias Angerer                                                              |
| 30 km persecució Detalls   | Yevgeny Dementyev                                                                 | Frode Estil                                                                    | Pietro Piller Cottrer                                                       |
| 50 km lliure Detalls       | Giorgio di Centa                                                                  | Yevgeny Dementyev                                                              | Mikhaïl Botvínov                                                            |
| Esprint Detalls            | Björn Lind                                                                        | Roddy Darragon                                                                 | Thobias Fredriksson                                                         |
| Esprint per equips Detalls | Suècia Björn Lind · Thobias Fredriksson                                           | Noruega Jens Arne Svartedal · Tor Arne Hetland                                 | Rússia Ivan Alypov · Vasili Rotchev                                         |
| 4 × 10 km relleus Detalls  | Itàlia Fulvio Valbusa · Giorgio di Centa · Pietro Piller Cottrer · Cristian Zorzi | Alemanya Andreas Schlütter · Jens Filbrich · René Sommerfeldt · Tobias Angerer | Suècia Mats Larsson · Johan Olsson · Anders Södergren · Mathias Fredriksson |

### Dones
| Prova                      | Or                                                                                | Plata                                                                             | Bronze                                                                            |
| 10 km clàssic Detalls      | Kristina Šmigun                                                                   | Marit Bjørgen                                                                     | Hilde Gjermundshaug Pedersen                                                      |
| 15 km persecució Detalls   | Kristina Šmigun                                                                   | Kateřina Neumannová                                                               | Ievguénia Medvédeva                                                               |
| 30 km lliure Detalls       | Kateřina Neumannová                                                               | Iúlia Txepàlova                                                                   | Justyna Kowalczyk                                                                 |
| Esprint Detalls            | Chandra Crawford                                                                  | Claudia Künzel                                                                    | Alyona Sidko                                                                      |
| Esprint per equips Detalls | Suècia Lina Andersson · Anna Dahlberg                                             | Canadà Sara Renner · Beckie Scott                                                 | Finlàndia Aino Kaisa Saarinen · Virpi Kuitunen                                    |
| 4 × 5 km relleus Detalls   | Rússia Natalia Baranova · Larissa Kúrkina · Iúlia Txepàlova · Ievguénia Medvédeva | Alemanya Stefanie Böhler · Viola Bauer · Evi Sachenbacher-Stehle · Claudia Künzel | Itàlia Arianna Follis · Gabriella Paruzzi · Antonella Confortola · Sabina Valbusa |